# Palota (przystanek kolejowy)
Palota – nieczynny przystanek kolejowy w Palocie, w kraju preszowskim na Słowacji.
Przez przystanek przejeżdzają (bez zatrzymywania się) pociągi Rzeszów/Sanok-Medzilaborce.